# 王仁 (清朝)
王仁，字子芳，號松亭，順天府大興縣人（今北京人），清朝官員。

## 生平
吏員考授經歷。康熙五十七年（1718年）任漳州府通判。雍正六年（1728年）任台灣澎湖通判。范咸主修的《重修臺灣府志》中有他的記載，他亦為該官職的首任清朝官員。